# Niklas Persson
Niklas Persson (ur. 26 marca 1979 w Ösmo) – szwedzki hokeista, reprezentant Szwecji.
Jego wujek Kent Nilsson (ur. 1956) i kuzyn Anders Nilsson (ur. 1987) byli, a drugi kuzyn Robert Nilsson jest hokeistą.

## Kariera
- Huddinge IK (1994-1995)
- Leksand J20 (1995-1997)
- Leksands IF (1997-2006)
- Linköpings HC (2006-2009)
- Nieftiechimik Niżniekamsk (2009-2011)
- CSKA Moskwa (2011-2013)
- Rapperswil-Jona Lakers (2013-2015)
- Linköpings HC (2015-2018)
- Mjölby HC (2019)

Wychowanek klubu Sorunda/Ösmo HC. Od maja 2011 zawodnik CSKA Moskwa, związany dwuletnim kontraktem. Po jego upływie w maju 2013 został zawodnikiem Rapperswil-Jona Lakers, podpisując także dwuletnią umowę. Od 2015 przez trzy sezony grał ponownie w Linköpings HC, będąc kapitanem drużyny. W lutym 2019 rozegrał ostatni mecz w karierze w barwach Mjölby HC.
Uczestniczył w turniejach Mistrzostw Świata w 2009, 2010, 2011, 2012, 2013.
Po zakończeniu kariery zawodniczej był asystentem menedżera generalnego w Linköpings HC w sezonie 2018/2019, a w 2019 został menedżerem generalnym.

## Sukcesy
Reprezentacyjne
- Srebrny medal mistrzostw Europy juniorów: 1997
- Srebrny medal mistrzostw świata: 2011
- Brązowy medal mistrzostw świata: 2009, 2010
- Złoty medal mistrzostw świata: 2013

Klubowe
- Mistrzostwo Allsvenskan: 2002, 2005 z Leksands IF
- Awans do Elitserien: 2002, 2005 z Leksands IF
- Srebrny medal Mistrzostw Szwecji: 2007, 2008 z Linköpings HC
- Puchar European Trophy: 2008 z Linköpings HC